# Красное Плесо
Кра́сное Плесо — деревня в составе Хахальского сельсовета городского округа Семёновский.

## География
Деревня располагается на левом берегу реки Керженец.

## Население
| 2002 | 2010 |
| ---- | ---- |
| 31   | ↘14  |

Национальный состав
Согласно результатам переписи 2002 года, в национальной структуре населения русские составляли 100 % из 31 человек.